# Marie Hoppe

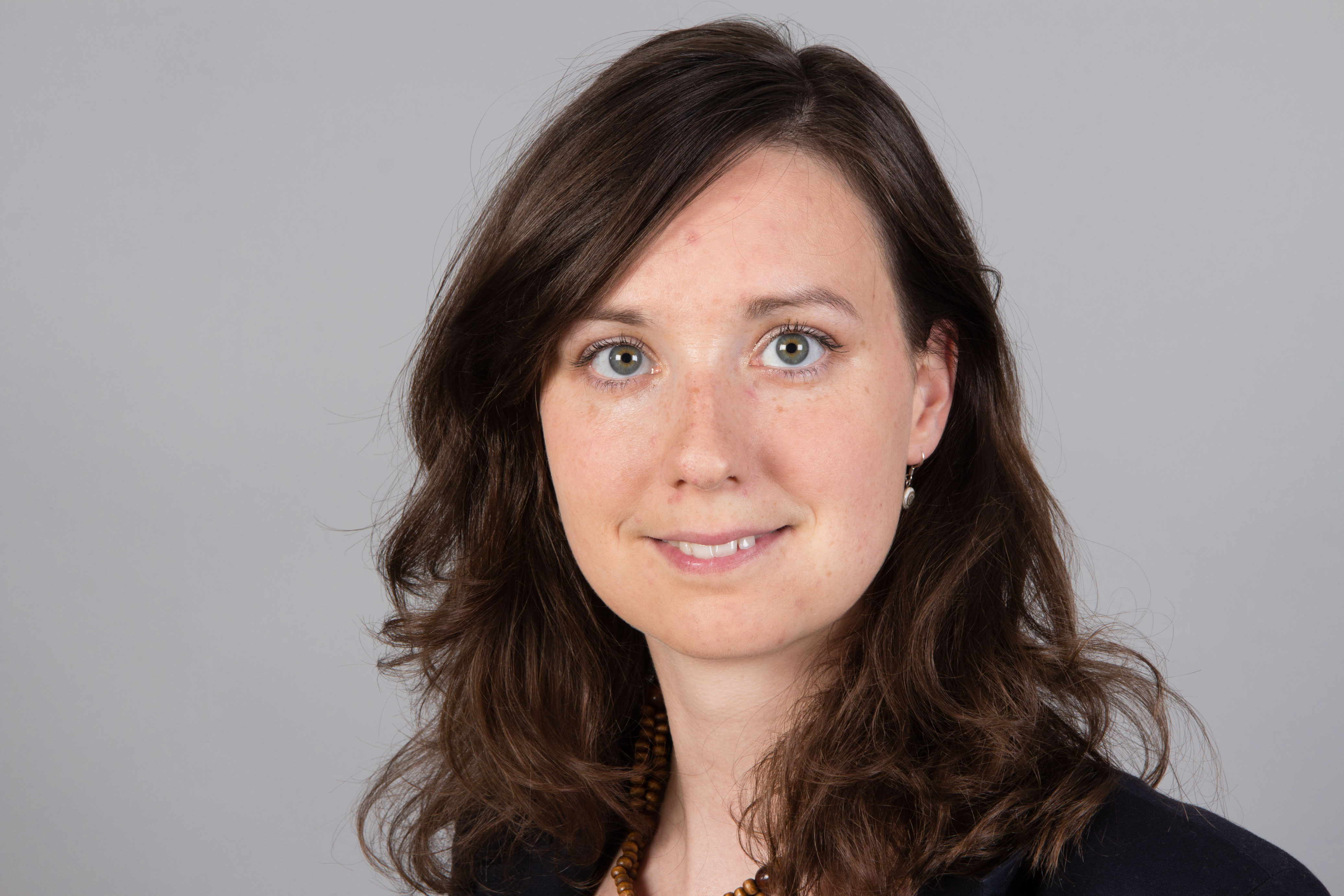
Marie Hoppe, 2014

Marie Hoppe (* 13. Januar 1986 in Weener) ist eine Bremer Politikerin (Die Grünen) und war Mitglied der Bremischen Bürgerschaft.

## Biografie

### Familie, Ausbildung und Beruf
Hoppe ist die Tochter des Auricher Diakons und früheren Grünen-Bundestagsabgeordneten Thilo Hoppe. Nach dem Abitur wirkte sie als Freiwillige in einem Straßenkinderprojekt in Guatemala. Danach studierte sie Psychologie an der Reichsuniversität Groningen und schloss ihr Studium an der Universität Bremen ab. Sie ist verheiratet, wohnt in der Bremer Neustadt und hat ein Kind.

### Politik
Hoppe ist seit 2010 Mitglied der Bremer Grünen.  
In der 18. Wahlperiode war sie von 2011 bis 2015 Mitglied der Bremischen Bürgerschaft.
Dort war sie Sprecherin für Beirätepolitik, Bürgerbeteiligung und Bürgerschaftliches Engagement und Petitionen.

Sie war vertreten im
Ausschuss für Bürgerbeteiligung, bürgerschaftliches Engagement und Beiräte (Stadt),
Ausschuss für die Gleichstellung der Frau, 
Petitionsausschuss (Land und Stadt) und in den
nichtständigen Ausschüssen „Ausweitung des Wahlrechts“ und zur Änderung der Landesverfassung.